# Danbury, Connecticut
Danbury je grad u američkoj saveznoj državi Connecticut. Prema popisu stanovništva iz 2010. u njemu je živjelo 80.893 stanovnika.